# ZŽRSK Obilić Kruševac
Zanatlijsko-železnički radnički sport klub Obilić (srpski: Занатлијско-раднички спорт клуб Обилић) bio je srbijanski nogometni klub iz Kruševca. 

## O klubu
Osnovan je 1925. Zanatlijsko-radnički sport klub Obilić. Osnivači su bili igrači bivšeg kluba Radnički sport klub Napredak koji je ugašen 1924. Godine 1930. spojio se s SK Železnička ložionica u Zanatlijsko-železnički radnički sport klub Obilić. Napredak (osnovan 1919.) i Železnička ložionica bili su divlji klubovi (neregistrirani klubovi).
Obilić je bio prvak Niškog podsaveza 1937. i igrao je u kvalifikacijama za državno prvenstvo.

Prvu utakmicu protiv beogradskog Jedinstva izgubio je rezultatom 0:8, a drugu u Kruševcu 1:3.
Igrači 1938.: Džine Stojković, Ružić, Ž. Stanković, Pešić Mornar, (vojnik, nepoznato ime), Moša Gajić, Milović Mostarac, Rate Karalić, Mirče Pavlović, Smojver, Kepa Kačanik.